# Van Hool NewAG300
Le Van Hool NewAG300 est un autobus urbain articulé fabriqué et commercialisé par le constructeur belge Van Hool depuis 2002.
Il succède à l'AG300 et indirectement aux AG500, AG700 et AG900.

## Histoire
Le premier autobus articulé produit par Van Hool était le Van Hool AG280 ; il sera suivi par le Van Hool AG700, plus moderne mais reposant sur le même châssis. Ces autobus urbains reposaient sur un plancher haut, ce qui nuisait à leur accessibilité.
Après avoir créé un nouvel autobus à plancher bas intégral (le Van Hool A300) ; Van Hool en dériva l'AG300. Cet autobus articulé à plancher bas et moteur avant se vendit en de nombreux exemplaires. D'autres modèles (A308, A360, A320, A330...) suivront et un autobus à plancher moins bas, l'AG500 resta disponible pour les relations hors de la ville.
Au début des années 2000, Van Hool renouvela la gamme des A300 à A360 en passant par l'AG300 et l'A600 ; l'AG300 nouvelle mouture (appelé NewAG300) reprend la configuration de son prédécesseur avec un aspect extérieur plus moderne et une motorisation de plus en plus sobre. La plupart des AG300 sont climatisés.
Le lancement du NewAG300 (version diesel) eut lieu en 2002.

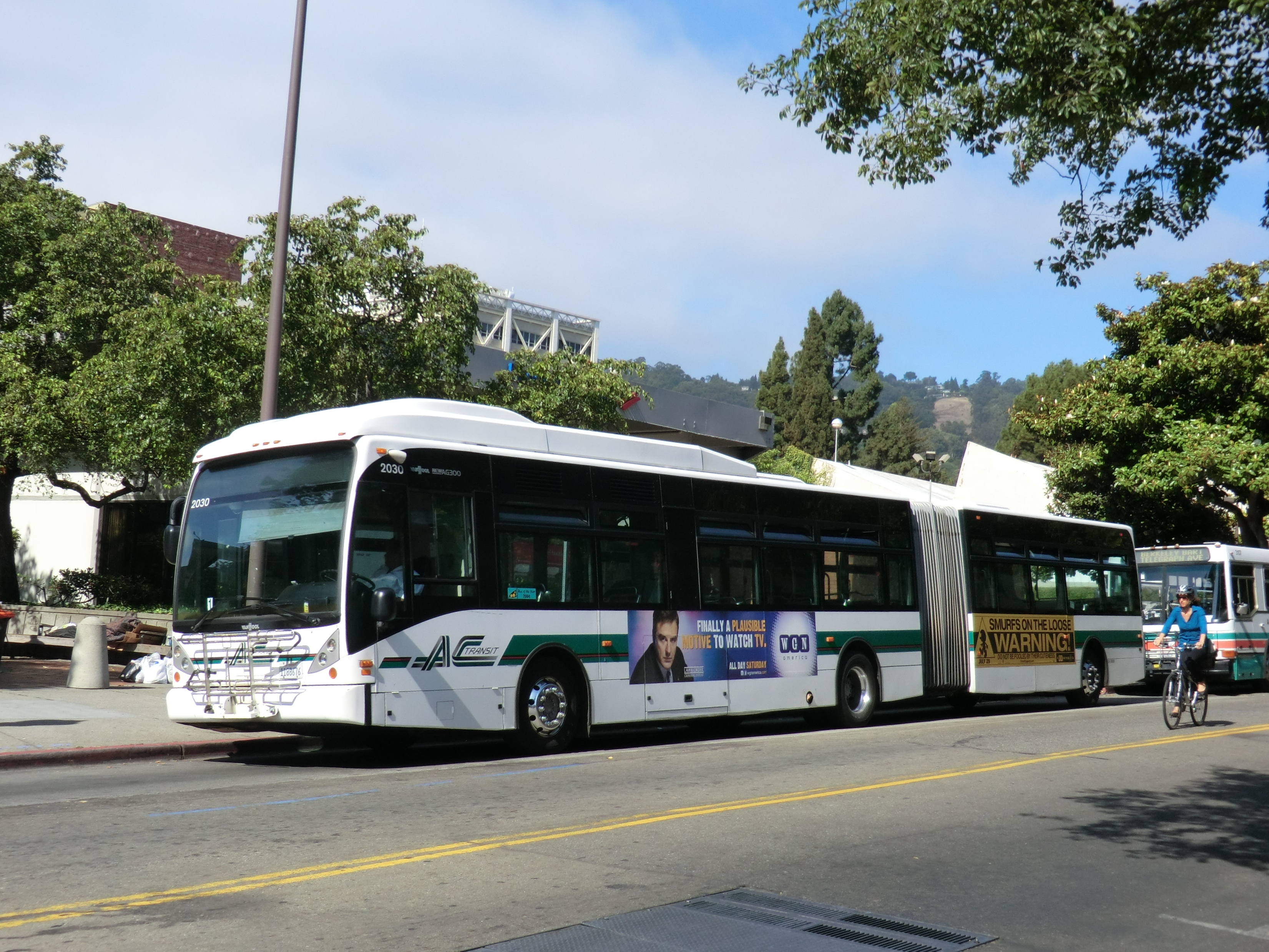
Version nord-américaine

## Modèles

### Générations
Le NewAG300 a été produit avec 4 générations de moteurs diesel : 
- Euro 3 : construits de 2002 à 2006.
- Euro 4 : construits de 2006 à 2009.
- Euro 5 : construits de 2009 à 2014.
- Euro 6 : construits de 2014 à aujourd'hui.

### Les différentes versions

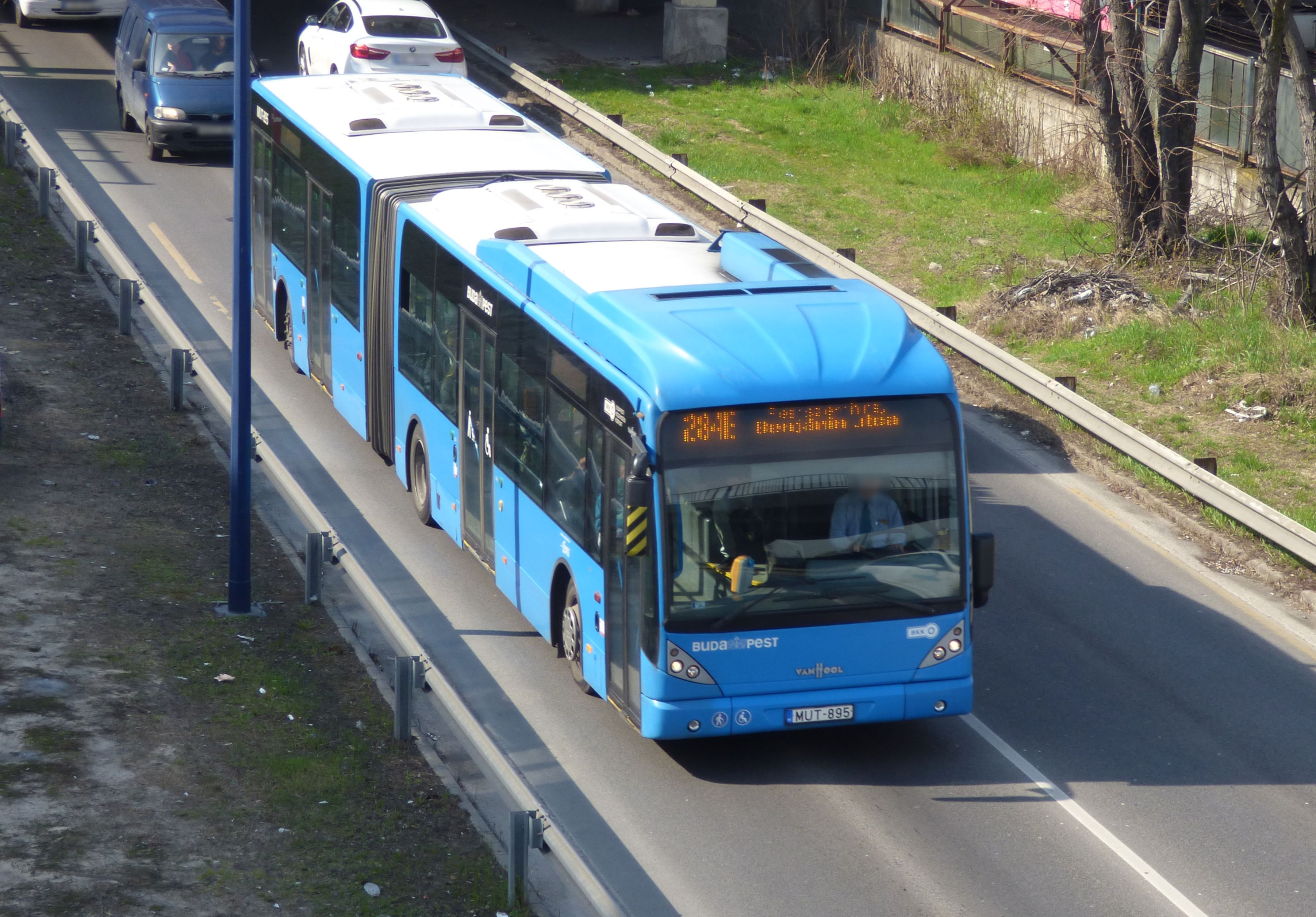
NewAG300 à Budapest.

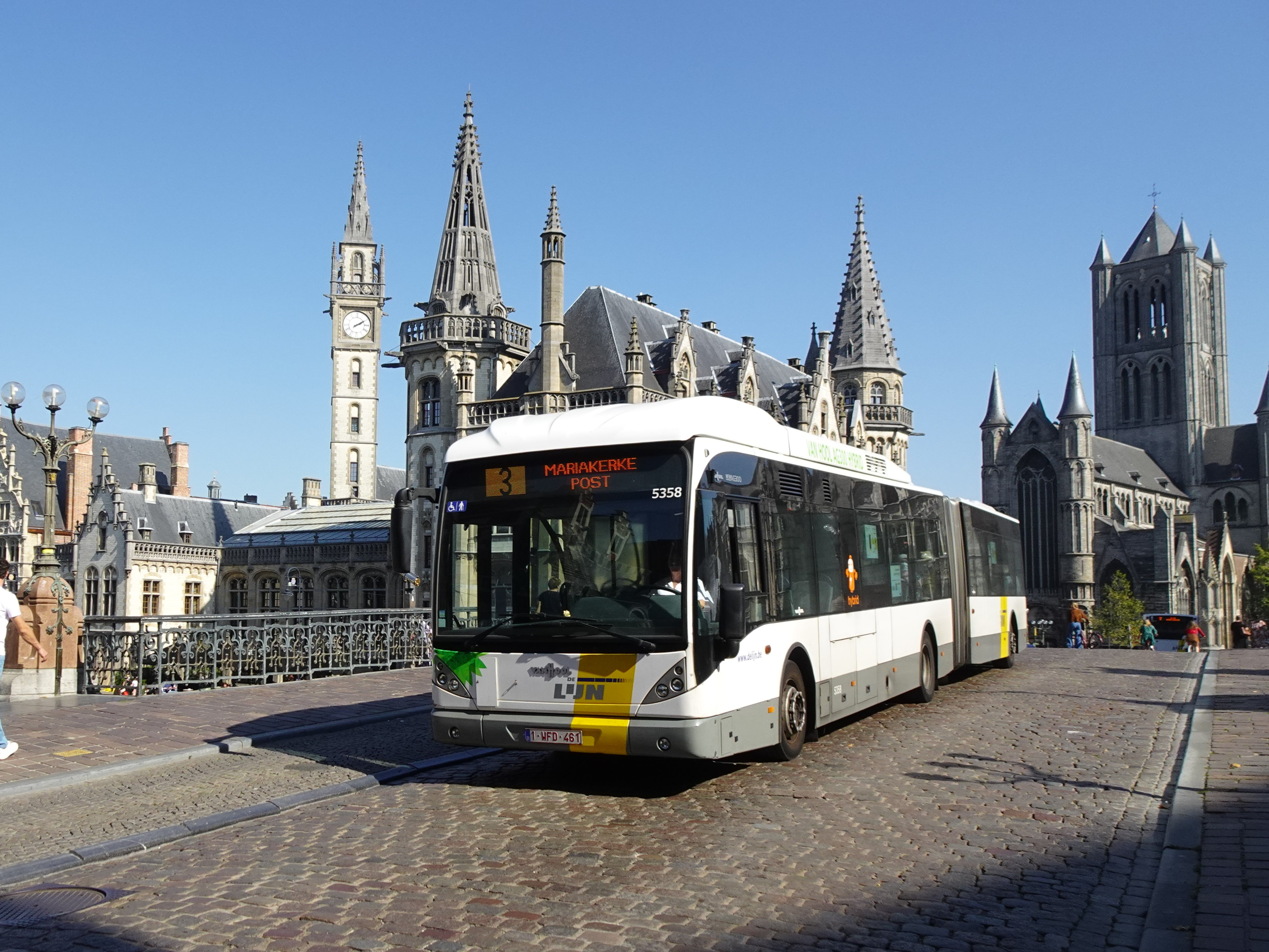
Version hybride à Gand.

- NewAG300 : version européenne ayant une motorisation diesel.
- NewAG300 USA : version nord-américaine ayant une motorisation diesel.
- NewAG300 Hyb : version européenne ayant une motorisation hybride (diesel-électrique).
- NewAG300 T : version européenne ayant une motorisation électrique (Trolleybus).

## Caractéristiques

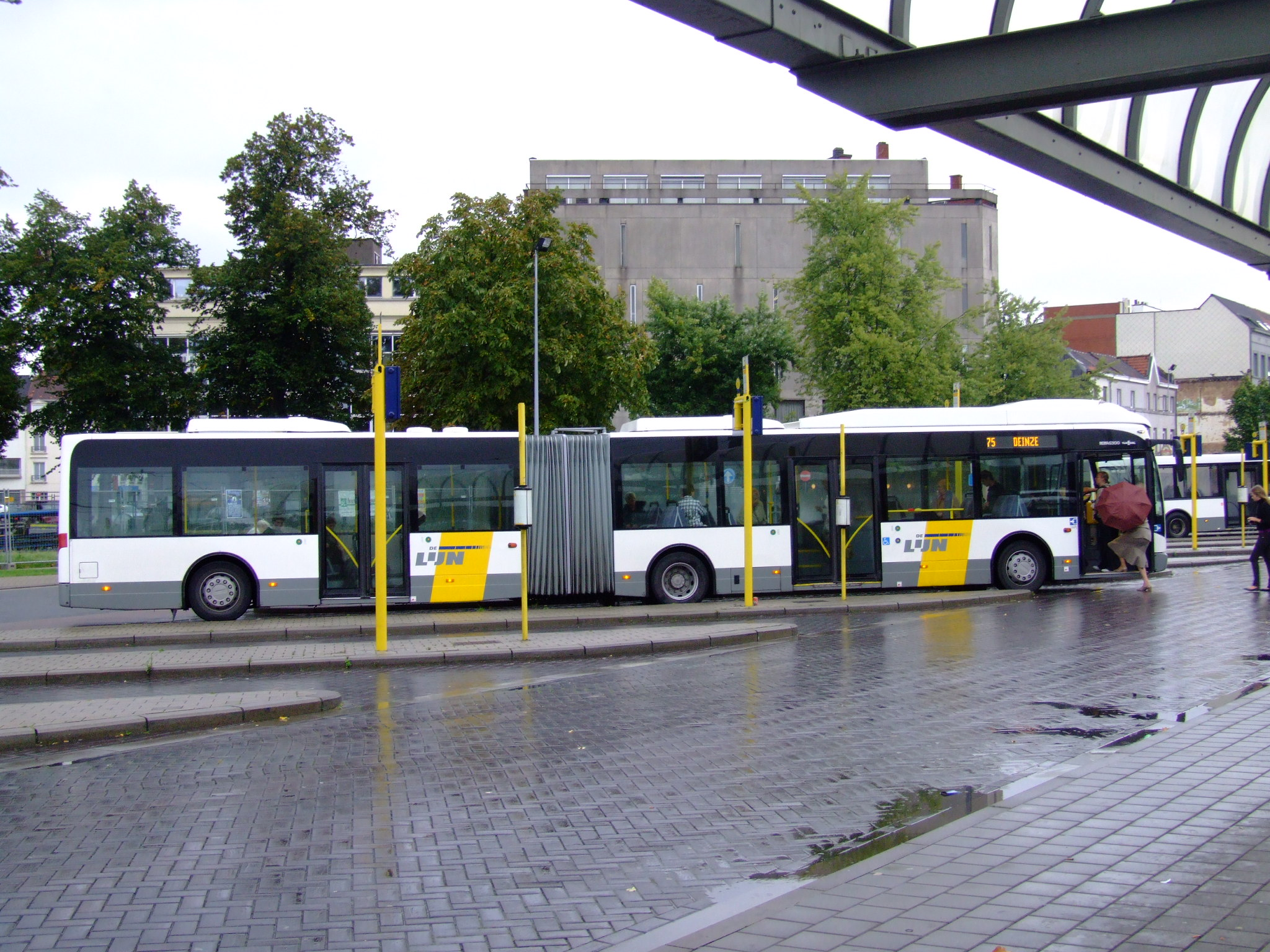
Version 3 portes.

Le NewAG300 existe en version trois ou quatre portes, dispose d'un plancher surbaissé et un moteur placé au centre de la première section.

### Dimensions
|                                                    | NewAG300 européen diesel | NewAG300 américain diesel | NewAG300 Hyb  | NewAG300 T    |
| -------------------------------------------------- | ------------------------ | ------------------------- | ------------- | ------------- |
| Longueur (mm) hors rétroviseurs et perches trolley | 18 390                   | 18 455                    | 18 390        | 17 550        |
| Largeur (mm) hors rétroviseurs                     | 2 550                    | 2 590                     | 2 550         | 2 550         |
| Hauteur (mm) sans climatisation                    | 3 280                    | 3 320                     | 3 280         | 3 683         |
| Empattement (mm) n°1 / n°2                         | 5 790 / 7 750            | 5 790 / 7 400             | 5 790 / 7 750 | 5 000 / 6 800 |
| Porte-à-faux (mm) avant / arrière                  | 2 450 / 2 400            | 2 055 / 2 335             | 2 450 / 2 400 | 2 450 / 3 300 |
| Rayon de braquage                                  |                          |                           |               |               |
| Angle d’attaque / Fuite                            | 7° 7'                    | 9°                        | 7° 7'         | 7° 7'         |
| Masse à vide                                       |                          |                           |               |               |
| P.T.A.C.                                           |                          |                           |               |               |
| Capacité : assis + debout = maxi*                  | 31 assis                 | 45 assis                  | 54 assis      | 45 + 2 assis  |
| Portes                                             | 3 ou 4 portes            | 3 ou 4 portes             | 3 ou 4 portes | 3 ou 4 portes |
| Hauteur du plancher                                | 340 mm                   | 330 mm                    | 340 mm        | 330 mm        |

* = variable selon l'aménagement intérieur.

### Motorisation thermique
- MAN D2066 LOH
- DAF PR228
  - DAF PR228S
  - DAF PR228S-1
- DAF PE228C
- Cummins ISL 07 330 HP

| Modèle                                  | Construction | Moteur + Nom             | Norme Euro | Cylindrée       | Performance                  | Couple               | Vitesse maxi | Consommation + CO2    |
| --------------------------------------- | ------------ | ------------------------ | ---------- | --------------- | ---------------------------- | -------------------- | ------------ | --------------------- |
| Van Hool NewAG300 (ZF ECOMAT 4 - VOITH) | 2002 - ...   | 6 cylindres en ligne ... | Euro 3     | ... cm3 (... L) | ... kW (... ch) à ... tr/min | ... N m à ... tr/min | ... km/h     | ... l/100 km ... g/km |

### Motorisation hybride
La version hybride est différentiable de la version diesel grâce à sa hauteur et son rangement d'appareils électriques qui se prolonge entre l'avant et le soufflet.
| Modèle                                                   | Construction | Moteur + Nom           | Norme Euro | Cylindrée | Performance | Couple | Vitesse maxi | Consommation + CO2 |
| -------------------------------------------------------- | ------------ | ---------------------- | ---------- | --------- | ----------- | ------ | ------------ | ------------------ |
| Van Hool NewAG330 Hyb Hybride diesel (ZF ECOMAT - VOITH) |              | 6 cylindres en ligne . |            |           |             |        |              |                    |